# San José la Coyotera
San José la Coyotera är en ort i Mexiko.   Den ligger i kommunen Peribán och delstaten Michoacán de Ocampo, i den södra delen av landet, 300 km väster om huvudstaden Mexico City. San José la Coyotera ligger 1 756 meter över havet och antalet invånare är 179.
Terrängen runt San José la Coyotera är huvudsakligen kuperad, men åt sydost är den bergig. Runt San José la Coyotera är det ganska tätbefolkat, med 54 invånare per kvadratkilometer. Närmaste större samhälle är Peribán de Ramos, 2,0 km väster om San José la Coyotera. I omgivningarna runt San José la Coyotera växer i huvudsak blandskog.